# Worshipful Company of Stationers and Newspaper Makers
Die Worshipful Company of Stationers and Newspaper Makers (kurz: Stationers’ Company) ist die Livery Company der Papiermacher und Zeitungsverleger in der City of London.
Die 1403 gegründete Buchhändlergilde erhielt ihre Royal Charter am 4. Mai 1557 und kontrollierte in Teilen des 16. und 17. Jahrhunderts das Verlagswesen in England. Während die Stationers’ Company in der Gruppe der Livery Companies immer nur eine Nebenrolle spielte und nie umfassenden Einfluss auf die Geschicke des Londoner Handels gewann, spielte sie eine wichtige Rolle in der Entwicklung von Pressezensur und Urheberrecht.

## Geschichte

### Gründung
Die Gilde gründete sich 1403, als die Corporation of London einer Petition von Parcheminiers, Schreibern, Illustratoren und Buchbindern zur Gründung einer Gilde zustimmte. Die Stationers’ Company bat 1542 König und Königin um eine Royal Charter und diese kamen der Aufforderung 1557 nach.

### Royal Charter
In der Präambel zur Royal Charter gibt Queen Mary als Gründe für die Etablierung den Wunsch an, dass die Stationers’ Company ein geeignetes Gegenmittel gegen die täglich gedruckten aufrührerischen und häretischen Schriften sein möge. Die königliche Urkunde beschränkte das Publizieren von Büchern auf Mitglieder der Stationers’ Company und verlieh Master und Wardens der Company das Recht, in fremde Werkstätten einzudringen, unrechtmäßig gedruckte Werke zu konfiszieren und deren Produzenten ohne Gerichtsverhandlung zu inhaftieren. Während die Rechte der Gilden meist geografisch begrenzt waren, galten die der Stationers für ganz England und das Herrschaftsgebiet der Königin. Die Royal Charter für die Stationers war dabei nur eines von vielen Mitteln, die Mary zu jener Zeit anwandte, um eine zunehmend freie und kritische Presse zu kontrollieren. Bereits im Jahr darauf ließ sie ein umfangreiches Zensurgesetz im britischen Oberhaus verabschieden. Auch nachdem die katholische Mary von der protestantischen Elizabeth abgelöst worden war, erneuerte diese im November 1559 die umfangreiche Charter, aus denselben Gründen wie schon Mary.

### Aktivitäten
Die Aktivitäten der Stationers' Company waren vor allem in zwei Aspekten bedeutend: Zum einen unterband sie zeitweise erfolgreich jede Konkurrenz und damit jede Publikationstätigkeit von Nichtmitgliedern. Zum anderen führte sie mit dem English Stock ein umfangreiches Verzeichnis erschienener Schriften. Aus dem Stock generierte sie regelmäßig erscheinende Almanache, die eine wichtige Einnahmequelle der Company waren. Innerhalb der Livery Companies konnten die Stationers’ nie eine bedeutende Rolle spielen. In der traditionellen Rangfolge belegte sie einen durchschnittlichen Platz, während ihre Mitgliedschaft klein war und im Vergleich zu Goldschmieden, Lebensmittel- oder Tuchhändlern über vergleichsweise geringe Geldmittel verfügte.
Bedeutend war die Company jedoch für die englische Regierung, die den Stationers Monopolrechte gewährte, die über die Rechte aller anderen Gilden hinausgingen. Während jede der Livery Companies versuchte, ihr Gewerbe zu kontrollieren, machten es die weitreichenden Befugnisse, die das Königshaus den Stationers gewährte, besonders einfach. In ihrer Rolle als Wächter über die Konkurrenz erwuchs der Stationers’ Company vielfältiger Hass, da sie als ein Haupthindernis für die Entwicklung einer freien Presse galt. In seiner Protestschrift Areopagitica gegen das Zensurgesetz der Licensing Order of 1643 wendet sich John Milton explizit gegen zwei Hauptschuldige: den Ehrgeiz einiger presbyterianischer Geistlicher und „den Betrug einiger alter Monopolisten im Buchhandel“.
Der Einfluss der Company begann Ende des 17. Jahrhunderts zu schwinden. Nachdem die Regierung die Stationers’ Company nicht mehr benötigte, um den Buchhandel zu kontrollieren, schwand ihre Rolle in der Buchproduktion. Ende des 17. Jahrhunderts gab es ähnlich viele Verleger innerhalb der Company wie außerhalb. Eine besondere historische Rolle spielte die Stationers’ Company bei der Erfindung des Urheberrechts. Obwohl die Gilde faktisch schon die Kontrolle verloren hatte, kämpfte sie länger als andere Livery Companies um ihren Einfluss und gab diesen Kampf erst 1856 auf, als die City of London sämtliche Zunftrestriktionen aufhob.

### Copyright
Die Stationers hatten seit Mitte des 16. Jahrhunderts ein Copyright, das neue Kopien bestehender Bücher kontrollierte. Das erste formale Urheberrechtsgesetz der Welt, das Statute of Anne orientierte sich an diesen Regeln, und kam insbesondere durch Lobbyarbeiten der Stationers zustande. Während das System der Stationers aber ein reines Handelsmonopol war, das auf den Schutz der Verleger ausgerichtet war, orientierten sich Parlament und Gerichte stärker am Autoren; nicht ohne die innere Systematik des Copyrights aufzulösen, und aus einem einheitlichen Rechtsgebiet eine miteinander verbundene Anreihung von Rechtsfragmenten zu machen.
Das Recht der Stationers' ging dabei von dem englischen Recht aus, das zwischen 1559 und 1694 im Wesentlichen gleich blieb. Der eigentliche Druck der Bücher hing von einer Erlaubnis der englischen Krone ab, die Publikation und der Handel jedoch hingen an einer Erlaubnis der Stationers' Company, dem Recht zur Kopie, dem Copyright. Dabei legte die Company unter anderem Auflagen und Preise fest, und 1612 legte der Court of Assistants fest, dass, wenn der Druckstock eines Buches an ein Gildenmitglied verkauft wurde, dieses Buch nicht wieder ohne Erlaubnis des Käufers verkauft werden kann. Starb der Besitzer eines Copyrights, so durfte das Werk nicht mehr gedruckt werden, bevor die Stationers' Company ein neues Copyright für dieses Buch vergeben hatte. Dabei wurden neue Lizenzen nur vergeben, wenn alle Exemplare des alten Drucks verkauft waren, bei zeitlich unbefristeten Lizenzen fielen diese an die Witwe, sofern die nicht einen Mann heiratete, der nicht Mitglied der Stationers war.

## Historische Innere Struktur
Wie die anderen Livery Companies auch, hatte die Stationers' Company einen jährlich gewählten Master und einen Warden. Zusammen mit dem Court of Assistants bestimmten sie die Geschicke der Gilde. Master und Warden hatten das Recht, in jedes Gebäude einzudringen, nach unrechtmäßig gedruckten Büchern zu suchen, und diese zu zerstören. Der Court, in dem Master und Warden stimmberechtigte Mitglieder waren, hatte dabei umfassende Rechte über die Mitglieder, die sich bei Streitigkeiten zudem erst an den Court of Assistants wenden mussten, bevor sie die reguläre Gerichtsbarkeit in Anspruch nehmen konnten. Der Court konnte beispielsweise Körperstrafen gegen Gesellen und Lehrlinge verhängen, streikende Mitarbeiter einsperren und Meister, die gegen die Regularien verstießen, zu Geldstrafen verurteilen. Unterhalb des Courts standen Senior und Junior renter Wardens, die die vierteljährlichen Mitgliedsbeiträge einsammelten, sowie der Clerk, der die offiziellen Dokumente verwaltete.
Innerhalb der Mitgliedschaft bestanden drei Gruppen der Mitglieder, Buchbinder, Buchhändler und Drucker. Die Drucker nahmen zur Zeit der Royal Charter die wichtigsten Positionen innerhalb der Gilde ein und waren oft noch nebenbei darin tätig, die von ihnen gedruckten Bücher zu verlegen und zu verkaufen. Die Gilde entwickelte sich mit dem Buchgewerbe, und so wie die Buchhändler/Verleger den Buchhandel zu kontrollieren begannen, dominierten sie nach einigen Jahrzehnten auch die Stationers' Company.

## Heute
Die Stationers' Company existiert weiter als Industrievereinigung, die in der Stationers' Hall soziale Veranstaltungen, Workshops und Vorträge veranstaltet. Die Gilde hat 800 Mitglieder, sowohl Einzelpersonen wie Unternehmen, die überwiegend aus dem Vereinigten Königreich kommen. Stationers' Hall in der City of London kann als Veranstaltungsraum betrieben werden. Bis 1983 war die Company in den Betrieb einer Privatschule, der Stationers' Company's School involviert.
Die Entry Books der Stationers’ Company dienten zwischen 1710 und 1923 als offizielles Copyright-Verzeichnis von Großbritannien. Während die Company selbst gelegentlich sorglos mit ihren Materialien umging, blieben sie doch von größeren Zerstörungen verschont, so dass das Archiv der Company heute von großem Wert für die Buchgeschichte und die Sozialgeschichte ist. 1950 veröffentlichte sie erstmals eine Vollausgabe der Entry Books als Mikrofilm, die 1986 stark verbessert wurde.